# 女になって出直せよ
「女になって出直せよ」（おんなになってでなおせよ）は、1979年7月10日に発売された野口五郎の31枚目のシングル。ラリー・カールトン、デイヴィッド・サンボーン、トム・スコットらと共演したロサンゼルス録音盤。

## 収録曲
- 全曲作詞：阿久悠／作曲：筒美京平／編曲：船山基紀

1. 女になって出直せよ
2. シスコ・ドリーム